# Hans-Werner Pickel
Hans-Werner Pickel (* 23. Februar 1948 in Wilhelmshaven; † 19. Januar 2014) war ein deutscher Politiker der SPD.

## Ausbildung und Beruf
Nach dem Besuch der Volksschule machte Pickel eine Lehre als Kaufmann im Groß- und Außenhandel. Danach arbeitete er bis 1977 als Großhandelskaufmann in Wilhelmshaven. Anschließend war er bis zu seiner Wahl in den Landtag Geschäftsführer der SPD im Bezirk Weser-Ems in Norden.

## Politik
Seit 1974 war Pickel Mitglied der SPD. Er war Vorsitzender des Ortsvereins Marienhafe und der Arbeitsgemeinschaft für Arbeit im Unterbezirk Aurich. Außerdem war er Vorstandsmitglied und Präsidiumsmitglied in Aurich. Seit 1991 war er Ratsherr der Samtgemeinde Brookmerland. Dem Niedersächsischen Landtag gehörte Pickel von 1998 bis 2008 an.

## Privates
Pickel war darüber hinaus Mitglied zahlreicher Vereine, u. a. Mitglied der Arbeiterwohlfahrt und des Sozialverbands Deutschland. Er war verheiratet und hatte zwei Kinder.
| Personendaten    | Personendaten                  |
| ---------------- | ------------------------------ |
| NAME             | Pickel, Hans-Werner            |
| KURZBESCHREIBUNG | deutscher Politiker (SPD), MdL |
| GEBURTSDATUM     | 23. Februar 1948               |
| GEBURTSORT       | Wilhelmshaven                  |
| STERBEDATUM      | 19. Januar 2014                |